# Ртутьнеодим
Ртутьнеодим — бинарное неорганическое соединение
неодима и ртути
с формулой HgNd,
кристаллы.

## Получение
- Растворение стехиометрических количеств неодима в парах ртути:

{\displaystyle {\mathsf {Nd+Hg\ {\xrightarrow {665^{o}C}}\ HgNd}}}

## Физические свойства
Ртутьнеодим образует кристаллы
кубической сингонии,
пространственная группа P m3m,
параметры ячейки a = 0,3780 нм, Z = 1,
структура типа хлорида цезия CsCl
.
Соединение образуется по перитектической реакции при температуре 665°C 
или конгруэнтно плавится при температуре ≈1160°C .